# Elaeocarpus fengjieensis
Elaeocarpus fengjieensis là một loài thực vật có hoa trong họ Côm. Loài này được P.C.Tuan mô tả khoa học đầu tiên năm 1982.